# WebTech
Webtech Institute est une école d'informatique privée hors contrat appartenant au groupe Next-U. Créée en 2017, elle se distingue par son ouverture internationale et son objectif de former les experts du numérique de demain. L'école offre des formations axée pour être en continuité avec les évolutions technologiques et les attentes du marché de l'emploi.

## Pédagogie
La pédagogie de WebTech est centré sur le principe de proposé une ouverture à l'international jusqu’à 6 semaines par an avec des destinations comme Dublin, Barcelone, Toronto, Montréal, Singapour, Boston. Les formations proposent une exploration approfondie de domaines tels que le développement web, la cybersécurité, l’intelligence artificielle et autres...
Le parcours est disponible en alternance à partir de la troisième année afin se professionnaliser. Il n'y a pas de professeur, mais uniquement des intervenants du monde professionnel. L'école utilise une pédagogie par projet qui a pour but de faire des projets concrets tout au long de l'année (hackathons, fablabs et missions de plusieurs mois).

## Formations
Bachelor Web & Technologies :
- Le bachelor offre un titre RNCP de niveau 6, c'est une formation post-bac en 3 ans, le bachelor a pour but essentiel d'apprendre à concevoir des sites web et des applications.

Mastère Web & Technologie :
- Le mastère offre un titre RNCP de niveau 7, c'est une formation post-bac en 2 ans, disponible à la suite du bachelor, donc 5 ans au total, le mastère est divisé en trois parcours (Fullstack, Tech & data engineering, Tech & cybersécurité).